# Miyako Tanaka
Miyako Tanaka –en japonés, 田中 京, Tanaka Miyako– (20 de febrero de 1967) es una deportista japonesa que compitió en natación sincronizada.
Participó en los Juegos Olímpicos de Seúl 1988, obteniendo una medalla de bronce en la prueba dúo. Ganó una medalla de bronce en el Campeonato Mundial de Natación de 1986.

## Palmarés internacional
| Juegos Olímpicos   | Juegos Olímpicos     | Juegos Olímpicos  | Juegos Olímpicos |
| Año                | Lugar                | Medalla           | Prueba           |
| ------------------ | -------------------- | ----------------- | ---------------- |
| 1988               | Seúl (Corea del Sur) | Medalla de bronce | Dúo              |
| Campeonato Mundial |                      |                   |                  |
| Año                | Lugar                | Medalla           | Prueba           |
| 1986               | Madrid (España)      | Medalla de bronce | Equipo           |